# لینشیانگ
لینشیانگ (به لاتین: Linxiang, Hunan) یک county-level city در جمهوری خلق چین است که در یویونگ واقع شده‌است.